# Germana Pasquero
Germana Pasquero (Torino, 6 giugno 1955) è un'attrice, imitatrice e doppiatrice italiana.

## Biografia
Attrice di teatro e del grande e piccolo schermo, nella sua carriera di doppiatrice ha prestato la voce a diverse attrici e soprattutto a personaggi di telefilm, telenovelas nonché film d'animazione, conducendo inoltre insieme a Santo Versace e Mario Zucca Le altre notti, programma di montaggio in onda su Italia 7 in seconda serata. Ha imitato l'onorevole Livia Turco nel programma tv L'ottavo nano e in seguito il ministro Elsa Fornero nella trasmissione di LA7 The Show Must Go Off.
Come attrice ha recitato in più occasioni al fianco di Luciana Littizzetto, in particolare nella fiction TV Fuoriclasse.
Dopo aver lavorato in tante trasmissioni Radio Rai, è passata a Radio Deejay, dove ogni sabato mattina è in onda nella trasmissione La Bomba.
È stata ospite fissa del programma Stati generali, condotto da Serena Dandini su Rai 3, dove ha avuto occasione di imitare la giornalista e conduttrice Franca Leosini.

## Vita privata
È sposata con l'attore, doppiatore e autore televisivo Andrea Zalone. I due hanno un figlio, Tommaso, nato nel 1998, doppiatore anche lui.

## Teatro
- Arlecchino/Arlequin di Ettore Capriolo e Franco Passatore, regia di Franco Passatore, musiche di Gino Negri (1980)[4]
- Una losca congiura di Barbariccia contro Bonaventura di Sto, regia di Franco Passatore, musiche di Gino Negri (1981)[5]
- Le astuzie di Scapino di Molière, regia di Franco Passatore, musiche di Bruno Coli (1982)[6]
- Il mio regno per un cavallo di Franco Passatore, da William Shakespeare, regia di Franco Passatore (1984-85)[7]
- Serendipity - Memorie di una donna difettosa di e con Serena Dandini (2016-2020)[8]
- Vieni avanti, cretina! di e con Serena Dandini (2024)[9]

## Programmi televisivi
- Le altre notti (1990-1992)
- SuperConvenscion (2001)
- L'ottavo nano (2001)
- The Show Must Go Off (2012)

## Filmografia

### Cinema
- Portami via, regia di Gianluca Maria Tavarelli (1994)
- Ravanello pallido, regia di Gianni Costantino (2001)
- Santa Maradona, regia di Marco Ponti (2001)[10]
- Quando meno te l'aspetti, regia di Mario Bronzino (2001)
- Se devo essere sincera, regia di Davide Ferrario (2004)
- A/R Andata + Ritorno, regia di Marco Ponti (2004)
- Veruska - cortometraggio, regia di Luca Pellegrini (2014)[11]

### Televisione
- Non chiamatemi papà - film TV, regia di Nini Salerno (1997)
- Fuoriclasse - serie TV (2011-2015)
- Ti amo troppo per dirtelo - film TV, regia di Marco Ponti (2014)
- C'era una volta Studio Uno - miniserie TV, regia di Riccardo Donna (2017)

## Radio
- La bomba (dal 2005)

## Doppiaggio

### Cinema
- Shareen Mitchell in American Heart
- Keiko Takahashi in Uzumaki
- Katarzyna Bargielowska in Avalon
- Connie Nielsen in Demonlover
- Christina Applegate in Grand Theft Parsons
- Ryōko Shinohara in Kamikaze Girls
- Stella Arroyaye in Slipstream - Nella mente oscura di H.
- Glenn Close in Anesthesia
- Edie Falco in Sergente Rex
- Toni Collette in Fun Mom Dinner
- J. Smith-Cameron in Nancy
- Elizabeth Marvel in Swallow
- Ksenia Kutepova in Abigail
- Cathy Belton in Pattini d'argento
- Miou-Miou in La nuora ideale
- Christiane Millet in Indovina chi?
- Brigitte Froment in Le Ravissement - Rapita

### Film d'animazione
- Iny in Vuk - Il cucciolo di volpe
- Wendolene Ramsbottom in Una tosatura perfetta
- Isabel in Turuleca - La bambina canterina

### Telefilm
- Kathryn Erbe in Law & Order: Criminal Intent, Law & Order - Unità vittime speciali
- Jan Friedle e Christine Keogh ne La famiglia Twist
- Marcia Strassman in Tremors
- Rachel Quaintance in Jimmy fuori di testa
- Clare Carey in Due gemelle e un maggiordomo
- Rose Abdoo in Scandal
- Lisa Velez in Taina

### Soap opera e telenovelas
- Wookie Mayer, Simone Ritscher, Isabella Hubner, Jenny Gröllmann e Karyn von Ostholt in Tempesta d'amore
- Shari Shattuck ed Eileen Davidson in Febbre d'amore
- Verónica Castro in Amore proibito, Il segreto di Jolanda
- Maricarmen Regueiro in Señora, Un volto, due donne
- Leticia Calderón in L'indomabile, Valeria e Massimiliano
- Alexa Kube in Maddalena, Il segreto della nostra vita
- Margarita Rosa de Francisco in Aroma de cafè, La madre
- Liliana Simoni in Maria, Celeste
- Andrea Noli in Pasión Morena, Amore senza tempo
- Regina Duarte in Pagine di vita, La scelta di Francisca
- Adriana Franco in Betty la fea, Ecomoda
- Sylvie Flepp in Bella è la vita
- Genie Francis in Il tempo della nostra vita
- Luisa Kuliok in Signore e padrone
- Debora Duarte in Cara a cara
- Jeannette Rodríguez Delgado in Amandoti
- Noemi Frankel in I due volti dell'amore
- Eliane Giardini in Nido di serpenti
- Wanda Stephânia in Lacrime di gioia
- Alma Muriel in Il dono della vita
- Mercedes Alonso in Ti chiedo perdono
- Lu Grimaldi in Terra nostra
- Claribel Medina in Zingara
- Lourdes Berninzon in Per Elisa
- Camucha Negrete in Eredità d'amore
- Azela Robinson in Amanti
- Julie Restifo in Azucena
- Nancy Gonzalez in Leonela
- Silvina Bosco in Ribelle
- Maria Sortè in Libera di amare
- Louise Cardoso in La forza del desiderio
- Maya Mishalska in Huracan
- Ana Beatriz Nogueira in Garibaldi, l'eroe dei due mondi
- Annie Papa in CentoVetrine

### Cartoni animati
- Giovanna e Ciccio ne I sogni di Giovanna[12]
- Oon in Jayce il cavaliere dello spazio
- Pterix in Dinosaucers
- Eleanor Sherman Wigglesworth in The Critic
- Aelita Schaeffer in Code Lyoko (st. 1)
- Winona in Non sono un animale
- Miss Doe in Camp Lazlo
- Asuka Kaminogi in Noein
- Truffles in Chowder - Scuola di cucina
- Regina Cardo ne Il piccolo regno di Ben e Holly (ridoppiaggio)